# Emma Albani
Emma Albani född Marie Louise Cecilie Emma Lajeunesse 1 november 1847 i Chambly i Québec, död 3 april 1930, var en kanadensisk operasångare (sopran).
Hon bytte efternamn 1868, medan hon studerade sång i Italien, för att skaffa sig ett mer gångbart namn bland de europeiska operahusen. Hon var fast engagerad vid Covent Garden Opera House i London, och företog gästuppträdanden i Italien, Frankrike, Tyskland och USA.